# Arlington (Washington)

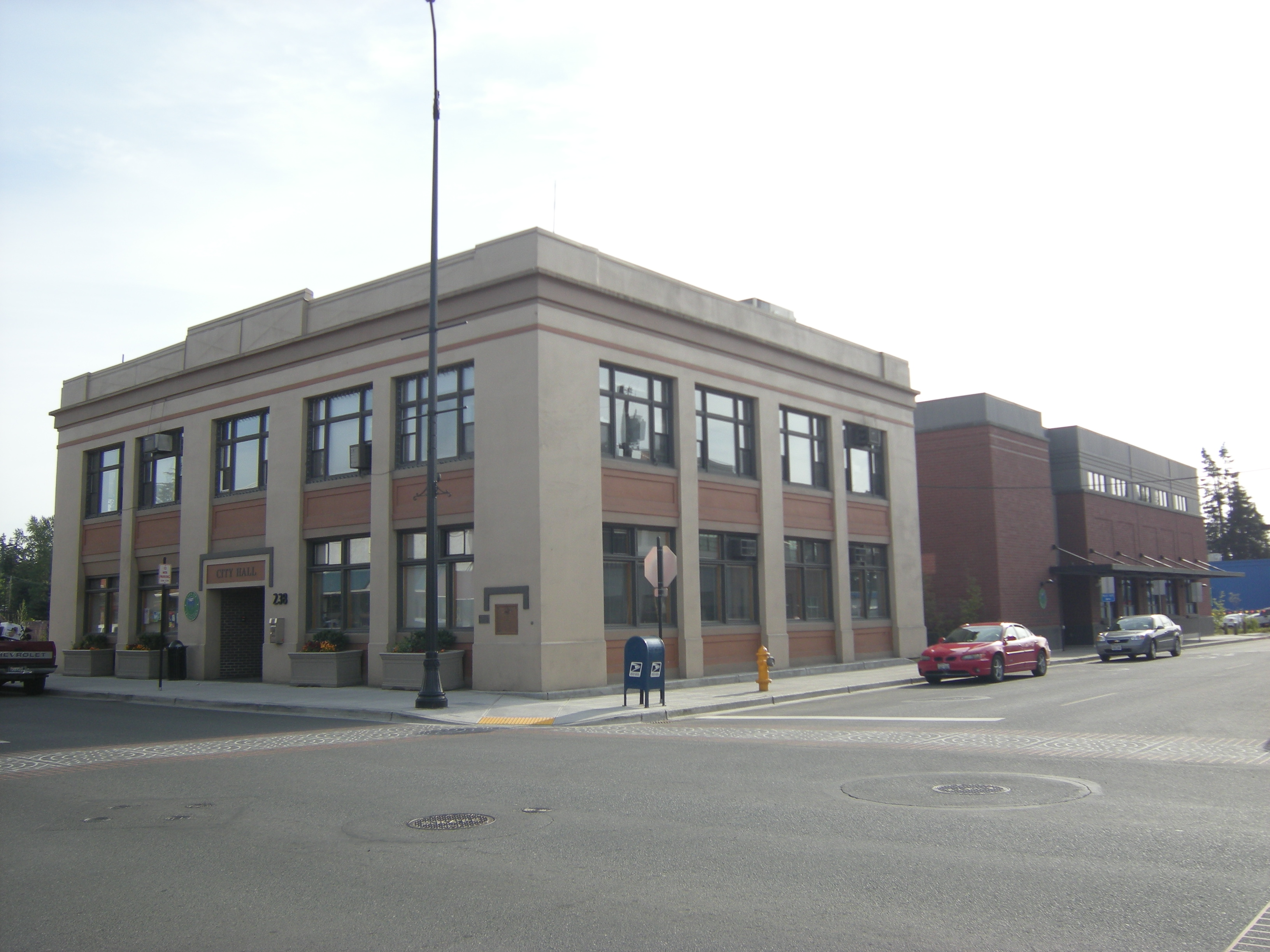
Městská radnice.

Arlington je město v okrese Snohomish v americkém státě Washington. Na jihu hraničí s městem Marysville a roku 2010 v něm žilo 17 926 obyvatel.

## Historie
Město bylo naplánováno roku 1890 a bylo pojmenováno po Lordu Henrym Arlingtonovi, členovi anglické vlády pod Jiřím II. V dubnu téhož roku bylo nedaleko založeno Haller City, o což se postaral Theodore N. Haller a jeho rodiče Henrietta a Granville, voják Unie. Při začlenění Arlingtonu v květnu 1903 se Haller City připojilo k novému městu. Od té doby ve městě žilo mnoho historicky významných osob. Dále se zde nachází Muzeum průkopníků ve Stillaguamish Valley.

## Demografie
Roku 2010 ve městě žilo 17 926 obyvatel, z nichž 86 % tvořili běloši, 3 % Asiaté a přes 1 % původní obyvatelé. 10 % obyvatelstva bylo hispánského původu.

## Ekonomie

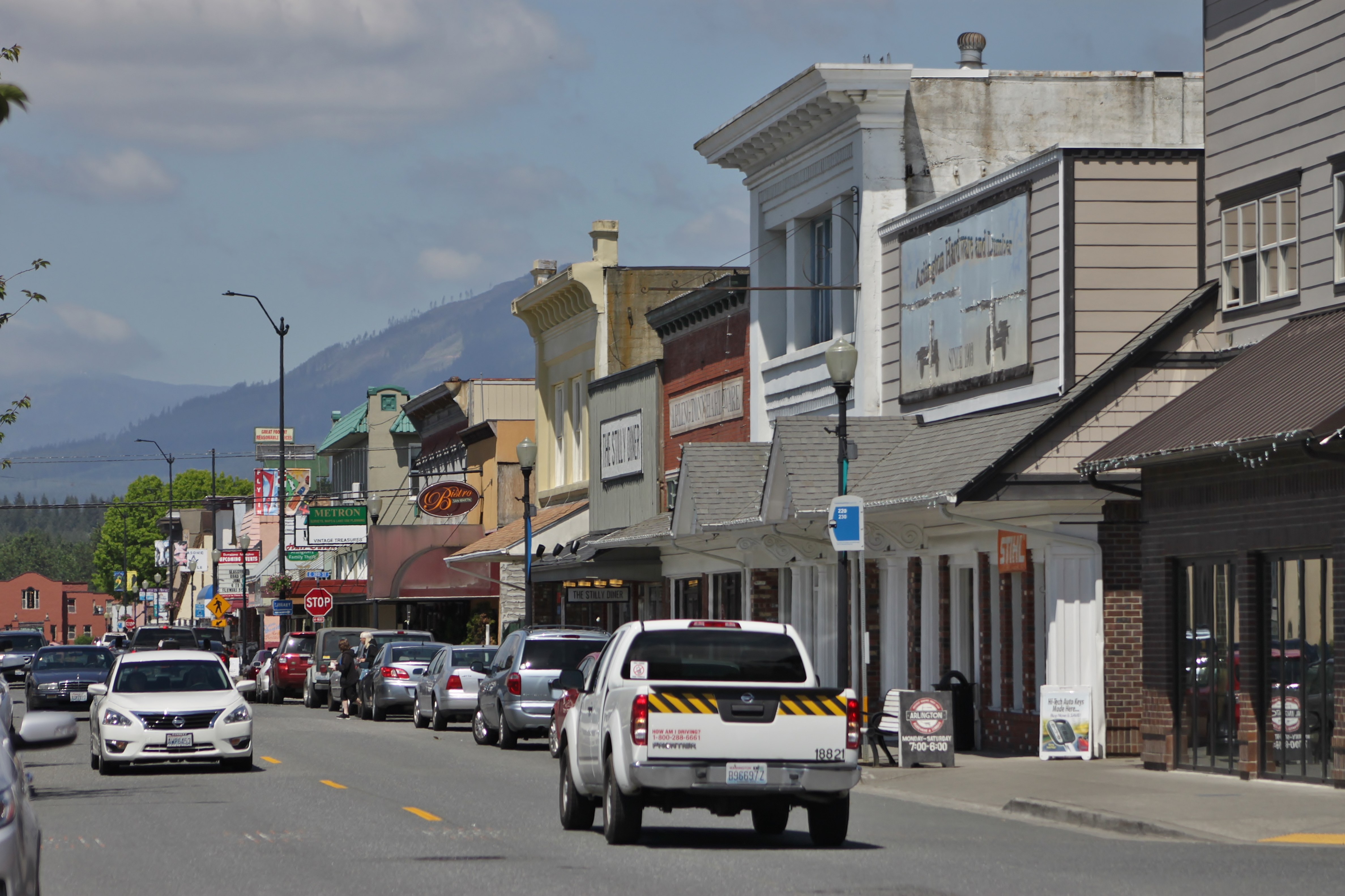
Ulice Olympic Avenue

### Dřevo
Od svého založení byl Arlington závislý na těžbě dřeva a dřevozpracujícím průmyslu. Díky svým šindelovým továrnám bylo kdysi město nazváno šindelovým hlavním městem světa. Dále se zde nacházely četné pilařské závody a tábory na těžbu dřeva.

### Železnice
Kdysi dávno mělo město několik možností železničního spojení. Nacházelo se na koridoru společnosti Northern Pacific, který jej spojoval s Kanadou a městy Sedro-Woolley či Snohomish. Dále se zde nacházela vlečka vedoucí do Darringtonu, jež byla využívána především pro přepravu dřeva. Kvůli úpadku železnice byly obě trasy po zakoupení společností BNSF v 80. letech opuštěny. Přestože už město není tolik závislé na železnici jako dříve, stále má jedno spojení přes vedlejší trať s hlavní sítí BNSF. Po bohaté železniční historii města zbývá na různých místech opuštěné signalizační zařízení, apod. Okres Snohomish se zatím snaží o transformaci bývalých železničních tratí v turistické nebo cyklistické stezky.

### Letectví
Město má své vlastní letiště, které se odsud nachází 5 kilometrů na jihozápad. Je domovem festivalu Arlington Fly-In, kam se každoročně stahuje velké množství letců z USA i Kanady.
V říjnu 1959 spadl severovýchodně od města do koryta řeky Stillaguamish Boeing 707, který byl první z pěti letadel tohoto typu, jež měla být doručena společnosti Braniff International Airways. Při nouzovém přistání zahynul jak testovací pilot společnosti Boeing, tak kapitán ze společnosti Braniff. Za pád mohlo stržení tří ze čtyř motorů při tréninkovém manévru.

## Podnebí
| Arlington. WA – podnebí     | Arlington. WA – podnebí | Arlington. WA – podnebí | Arlington. WA – podnebí | Arlington. WA – podnebí | Arlington. WA – podnebí | Arlington. WA – podnebí | Arlington. WA – podnebí | Arlington. WA – podnebí | Arlington. WA – podnebí | Arlington. WA – podnebí | Arlington. WA – podnebí | Arlington. WA – podnebí | Arlington. WA – podnebí |
| Období                      | leden                   | únor                    | březen                  | duben                   | květen                  | červen                  | červenec                | srpen                   | září                    | říjen                   | listopad                | prosinec                | rok                     |
| --------------------------- | ----------------------- | ----------------------- | ----------------------- | ----------------------- | ----------------------- | ----------------------- | ----------------------- | ----------------------- | ----------------------- | ----------------------- | ----------------------- | ----------------------- | ----------------------- |
| Průměrné denní maximum [°C] | 9                       | 11                      | 13                      | 16                      | 18                      | 21                      | 24                      | 24                      | 21                      | 16                      | 11                      | 8                       | 16                      |
| Průměrné denní minimum [°C] | 2                       | 1                       | 3                       | 5                       | 8                       | 11                      | 12                      | 12                      | 9                       | 6                       | 3                       | 1                       | 6                       |
| Průměrné srážky [mm]        | 129,8                   | 81                      | 93,7                    | 76,2                    | 67,8                    | 58,4                    | 29,7                    | 29,2                    | 49,5                    | 90,9                    | 141,5                   | 131,3                   | 979                     |
| Zdroj: weather.com          |                         |                         |                         |                         |                         |                         |                         |                         |                         |                         |                         |                         |                         |

## Části města
Smokey Point je rušná rezidenční, komerční i průmyslová obec, jejíž severovýchodní část se v roce 1999 stala oficiálně částí města Arlington.
Gleneagle je největší plánovaná čtvrť Arlingtonu. Skládá se ze 108 jednotek a obklopuje místní golfové hřiště. Postavena byla mezi lety 1987 a 2002 a nyní ji obývá 30 % populace města.
High Clover Park je další plánovaná čtvrť, ve které se nachází 162 rodinných domů. Leží na severozápad od městského letiště.
Arlington Heights je rezidenční čtvrť východně od Arlingtonu. Nachází se na trojúhelníkové náhorní plošině, kterou z východu ohraničuje Kaskádové pohoří, ze severu severní rameno řeky Stillaguamish a na jihozápadě jižním ramenem této řeky. Na úpatí Kaskád kousek na východ od čtvrtě se nachází Námořní rádiová stanice Jim Creek, která zajišťuje komunikaci mezi a s ponorkami v oblasti, jelikož vysílá na velice nízké frekvenci. V dnešní době je z větší části vyřazená z provozu a využívají ji k rekreaci jen příslušníci námořnictva a jejich rodiny. Čtvrť se nachází mimo samotné město, ale jeho obyvatelé mají stejnou poštu jako Arlington a tamní děti navštěvují školy Arlingtonského školního okrsku. Některá místa ve čtvrti nabízí výhledy na Whitehorse Mountain a okolní hory.